# Орлеанська Мадонна
«Орлеанська Мадонна» — картина італійського художника доби Відродження Рафаеля, написана близько 1505–1507 років.

## Історія власників
На початку XVI століття картину, яка перебувала в зібранні савойського герцога Карла III, кілька разів копіював п'ємонтський художник Джованні Мартіно Спанцотті. «Невелика флорентійська картина» згадана і в його листі до герцога. Очевидно, в Турині, який відставав від Флоренції з художнього погляду, полотно Рафаеля вважалося дивиною і мало неабиякий успіх. Зібрання вдовиці савойської герцогині Христини налічувало вже чотири роботи Рафаеля. У 1647 році всі вони були викрадені з її замку.
Сліди картини знову виявляються в 1729 році в каталозі естампів, замовленому П'єром Кроза. У ньому власником «мадонни» названо єпископа Памьє, який пізніше продав її регенту Філіпу Орлеанському. Картина прикрашала інтер'єр Пале-Рояль до 1791 року, коли Філіп Егаліте, щоб сплатити величезні борги, продав успадковані від предків роботи великих італійців банкіру Едуару де Валькьє. Його кузен Лаборд де Мервіль 7 років потому влаштував розпродаж в Лондоні. За підсумками аукціону вся колекція була придбана британськими лордами Бріджвотером, Гауером і Карлейлом (які скинулися з такої нагоди), проте «Мадонна Орлеанського дому» одразу ж була направлена на перепродаж.
Картина пройшла через руки кількох бельгійських і французьких колекціонерів, зокрема, маркіза Агвадо. В 1869 році її викупив герцог Омальський і помістив у своєму маєтку Шантійї поруч з іншими роботами Рафаеля — «Трьома граціями» і «Мадонною Лорето».

## Характеристика
На відміну від більшості робіт Рафаеля, Марія зображена не на тлі пейзажу, а в тісному домашньому інтер'єрі, на слабо освітленому тлі з полками, що ледь виступають з мороку і де помітні банки з зіллям. Настільки незвичайний для Рафаеля інтер'єрний фон може бути пояснений впливом «Святого Єроніма» Яна ван Ейка, де реторти й пробірки тлумачаться алегорично. Рафаель міг бачити картину ван Ейка в зібранні Медічі.
Триколірне вбрання Марії добре відоме за іншими роботами Рафаеля (наприклад, за «Прекрасною садівницею»). Діагональна поза немовляти досить незвичайна, а його голова має риси схожості з немовлятами Мікеланджело (наприклад, в «Мадонні Брюгге»). Зачіска Марії близька до зачіски моделі з картини Рафаеля «Пані з єдинорогом», яка була написана приблизно в один час з «Мадонною Орлеанського дому».